# Paratoxopoda glabra
Paratoxopoda glabra är en tvåvingeart som beskrevs av Ozerov 1993. Paratoxopoda glabra ingår i släktet Paratoxopoda och familjen svängflugor. Inga underarter finns listade i Catalogue of Life.